# Estación de Vorgartenstrasse
La estación de Vorgartenstrasse es una estación de la línea 1 del metro de Viena. Se encuentra en el distrito II. Se abrió el 3 de septiembre de 1982. Tiene conexiones con las líneas de autobús 11A y 11B.